# Зашковичи
Зашковичи (укр. Зашковичі) — село в Великолюбенской поселковой общине Львовского района Львовской области Украины.
Население по переписи 2001 года составляло 552 человека. Занимает площадь 2,14 км². Почтовый индекс — 81560. Телефонный код — 3231.